# دایسوکه یچیکاوا
دایسوکه یچیکاوا (به انگلیسی: Daisuke Ichikawa) بازیکن فوتبال اهل ژاپن و عضو تیم ملی فوتبال ژاپن است که در تاریخ ۰۱ آوریل ۱۹۹۸ میلادی اولین بازی ملی‌اش را انجام داد. او در ۱۰ بازی ملی حضور داشت و آخرین بازی ملی خود را در تاریخ ۱۸ ژوئن ۲۰۰۲ میلادی انجام داد. دایسوکه یچیکاوا در بازی‌های ملی‌اش
گلی به ثمر نرساند.